# Liste der Biografien/Tax
Liste der Biografien |
Portal Biografien |
Personensuche
# |
A |
B |
C |
D |
E |
F |
G |
H |
I |
J |
K |
L |
M |
N |
O |
P |
Q |
R |
S |
T |
U |
V |
W |
X |
Y |
Z |
?
 
Ta |
Tc |
Te |
Tf |
Tg |
Th |
Ti |
Tj |
Tk |
Tl |
Tm |
To |
Tq |
Tr |
Ts |
Tu |
Tv |
Tw |
Tx |
Ty |
Tz
 
Taa |
Tab |
Tac |
Tad |
Tae |
Taf |
Tag |
Tah |
Tai |
Taj |
Tak |
Tal |
Tam |
Tan |
Tao |
Tap |
Taq |
Tar |
Tas |
Tat |
Tau |
Tav |
Taw |
Tax |
Tay |
Taz
Die Liste der Biografien führt alle Personen auf, die in der deutschsprachigen Wikipedia einen Artikel haben. Dieses ist eine Teilliste mit 30 Einträgen von Personen, deren Namen mit den Buchstaben „Tax“ beginnt.

## Tax
- Tax, Franz, österreichischer Bäcker
- Tax, Ignace (1909–1977), österreichisch-französischer Fußballspieler und -trainer
- Tax, Sissi (* 1954), österreichische Autorin
- Tax, Sol (1907–1995), US-amerikanischer Anthropologe
- Tax, Stergomena (* 1960), tansanische Politikerin
- Tax, Vera (* 1972), niederländische Politikerin (PvdA), MdEP
- Tax, Yan, niederländischer Kostümbildner

### Taxa
- Taxacher, Gregor (* 1963), deutscher römisch-katholischer Theologe, Geschichtsphilosoph, Journalist und Autor

### Taxe
- Taxell, Christoffer (* 1948), finnischer Politiker und Wirtschaftsmanager, Mitglied des Reichstags

### Taxi
- Taxier, Arthur (* 1951), britischer Schauspieler
- Taxil, Léo (1854–1907), französischer Schriftsteller und Journalist
- Taxiles, indischer König am Indus
- Taxis von Bordogna und Valnigra, Maria Emil von (1893–1945), ungarischer Kadett
- Taxis, Alexandrine von († 1666), Generalpostmeisterin und Gräfin
- Taxis, August von Thurn und (1794–1862), bayerischer General
- Taxis, Christoph von, Hofpostmeister unter Ferdinand I.
- Taxis, Franz II. von († 1543), Postmeister
- Taxis, Franz von († 1517), italienischer PostmeisterFranz von Taxis († 1517)

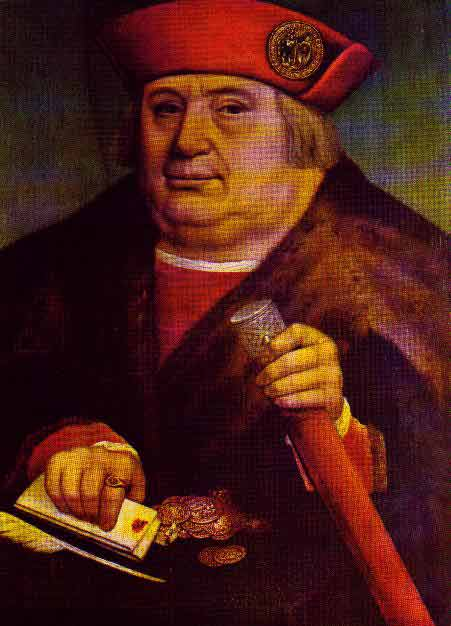
Franz von Taxis († 1517)

- Taxis, Gabriel von († 1529), Innsbrucker Postmeister unter Maximilian I. und Hofpostmeister unter Ferdinand I.
- Taxis, Janetto von, Postmeister
- Taxis, Johann Baptista von († 1541), Generalpostmeister
- Taxis, Johann Baptista von (1546–1588), Oberst der spanischen Armee im Achtzigjährigen Krieg
- Taxis, Karl Anselm von Thurn und (1792–1844), württembergischer General
- Taxis, Lamoral von (1557–1624), spanisch-niederländischer und kaiserlicher Generalpostmeister
- Taxis, Leonhard I. von († 1612), spanisch-niederländischer und kaiserlicher Generalpostmeister
- Taxis, Leonhard II. von (1594–1628), spanisch-niederländischer und kaiserlicher Generalpostmeister, Graf
- Taxis, Seraphin I. von († 1556), Postmeister von Augsburg und Rheinhausen
- Taxis, Seraphin II. von (1538–1582), Augsburger und Rheinhausener Postmeister

### Taxt
- Taxt, Martin (* 1981), norwegischer Jazz- und Improvisationsmusiker (Tuba)

### Taxw
- Taxweiler, Heinz (1920–1944), deutscher Antifaschist